# اچ‌ام‌اس فاکس (۱۸۹۳)
اچ‌ام‌اس فاکس (۱۸۹۳) (به انگلیسی: HMS Fox (1893)) یک کشتی بود که طول آن ۳۲۰ فوت (۹۸ متر) بود. این کشتی در سال ۱۸۹۳ ساخته شد.